# (300124) 2006 VG14
(300124) 2006 VG14 es un asteroide perteneciente al cinturón de asteroides, descubierto el 14 de noviembre de 2006 por Silvano Casulli desde el Observatorio Astronómico de Vallemare di Borbona, Borbona, Italia.

## Designación y nombre
Designado provisionalmente como 2006 VG14.

## Características orbitales
2006 VG14 está situado a una distancia media del Sol de 3,168 ua, pudiendo alejarse hasta 3,419 ua y acercarse hasta 2,916 ua. Su excentricidad es 0,079 y la inclinación orbital 8,599 grados. Emplea 2059,73 días en completar una órbita alrededor del Sol.
Los próximos acercamientos a la órbita de Júpiter se producirán el 18 de febrero de 2034, el 1 de diciembre de 2044 y el 11 de septiembre de 2055, entre otros.

## Características físicas
La magnitud absoluta de 2006 VG14 es 16.